# Nevada State Route 844

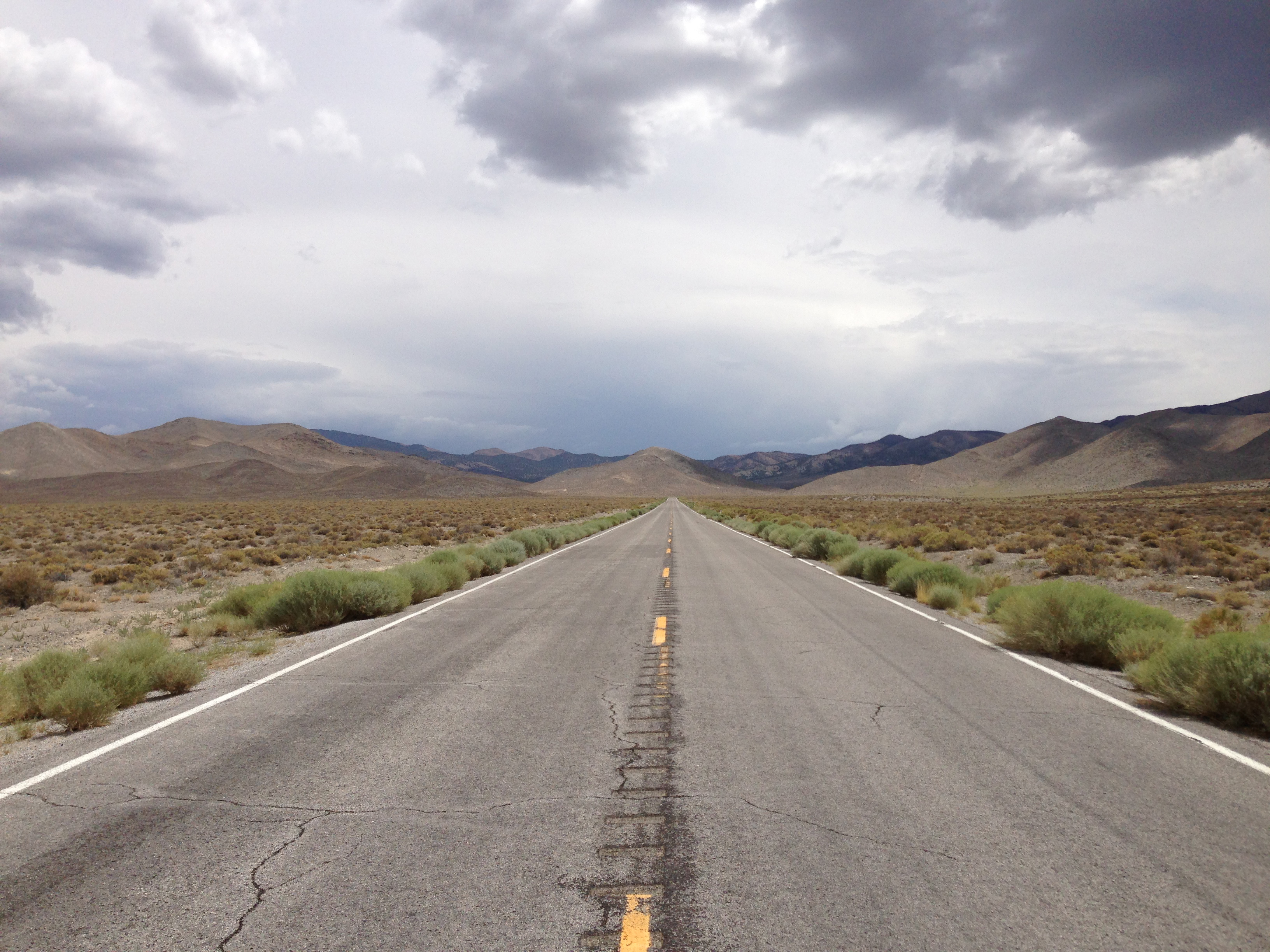
NV 844 etwa 0,6 mi östlich der Abzweigung zur State Route 361

Die Nevada State Route 844 (kurz NV 844) ist eine State Route im US-Bundesstaat Nevada, die in Ost-West-Richtung verläuft.
Die State Route beginnt an der Nevada State Route 361 nahe Gabbs und endet nach 20 Kilometern am Humboldt-Toiyabe National Forest. Die Straße wird auch als Ione Road bezeichnet und passiert im Norden den Lebeau Park.